# 哈里木拉提·阿不都热合曼
哈里木拉提·阿不都热合曼（1961年7月—），新疆乌鲁木齐人，维吾尔族，中国人民解放军少将。

## 生平
毕业于中国人民解放军石家庄陆军指挥学院军事高技术应用与管理专业，获军事学学士学位。是中国共产党党员。2013年，担任第十二届全国人民代表大会解放军代表。曾任中国人民解放军南疆军区政治部副主任、副司令员。2017年升任中国人民解放军新疆军区副司令员。2020年10月任新疆生产建设兵团副司令员。2022年6月，不再担任新疆生产建设兵团副司令员职务。
2014年12月晋升少将军衔。